# Stephen Ackles
Stephen Ackles (Brevik, 15 febbraio 1966 – Follo, 28 settembre 2023) è stato un cantante e musicista norvegese.

## Biografia
Stephen Ackles era un rinomato artista nel mondo del rock and roll.
Collaborò con molti artisti di fama mondiale, tra i quali Kris Kristofferson, Jerry Lee Lewis, Carl Perkins, Johnny Cash.

## Discografia
- 1988 – Stephen Ackles and the Memphis News
- 1990 – I Ain't No Different Than You
- 1991 – If This Ain't Music
- 1992 – Hey You!
- 1993 – Rarities Vol. 1
- 1993 – Let's Keep the Night
- 1995 – One for the Moon
- 1996 – Rockin' My Life Away (Album live)
- 1997 – Hungry for Life
- 1999 – The Gospel According To...
- 2002 – I Believe
- 2005 – Stephen Ackles
- 2007 – The Presley Project
- 2013 – For More Than Only Tonight
- 2015 – The Confidence Game